# NGC 2265
NGC 2265 is een open sterrenhoop in het sterrenbeeld Tweelingen. Het hemelobject werd op 23 januari 1832 ontdekt door de Britse astronoom John Herschel.